# Estação Michel Bizot
Michel Bizot é uma estação da linha 8 do Metrô de Paris, localizada no 12.º arrondissement de Paris.

## História
A estação foi aberta em 1931. Situada sob a avenue Daumesnil, ao norte do cruzamento com a avenue du Général-Michel-Bizot, deve o seu nome a esta última avenida. Esta presta homenagem ao general Michel Bizot (1795-1855), que foi diretor da Escola Politécnica. Ele morreu no Cerco de Sebastopol durante a Guerra da Crimeia.
Em 2011, 2 111 494 passageiros entraram nesta estação. Ela viu entrar 2 038 450 passageiros em 2013, o que a coloca na 249ª posição das estações de metrô por sua frequência em 302.

## Serviços aos Passageiros

### Acessos
A estação possui quatro acessos, todos na avenue Daumesnil e um dos quais é reservado à saída:
- Acesso 1: rue de Toul, de frente para o 253 bis, avenue Daumesnil, na esquina com o 122, rue de Picpus e o 2, rue de Toul;
- Acesso 2: rue de Picpus, de frente para o 252, avenue Daumesnil ou para o 124, rue de Picpus (na esquina dessas duas faixas), acesso mais próximo à avenue du Général-Michel-Bizot;
- Acesso 3: rue de Fécamp, de frente para o 250, na avenue Daumesnil, na esquina com a rue de Fécamp;
- Acesso 4: avenue Daumesnil, de frente para o 238, avenue Daumesnil consiste em uma única escada rolante depois da plataforma do metrô direção Pointe du Lac, servindo apenas para a saída.

### Plataformas

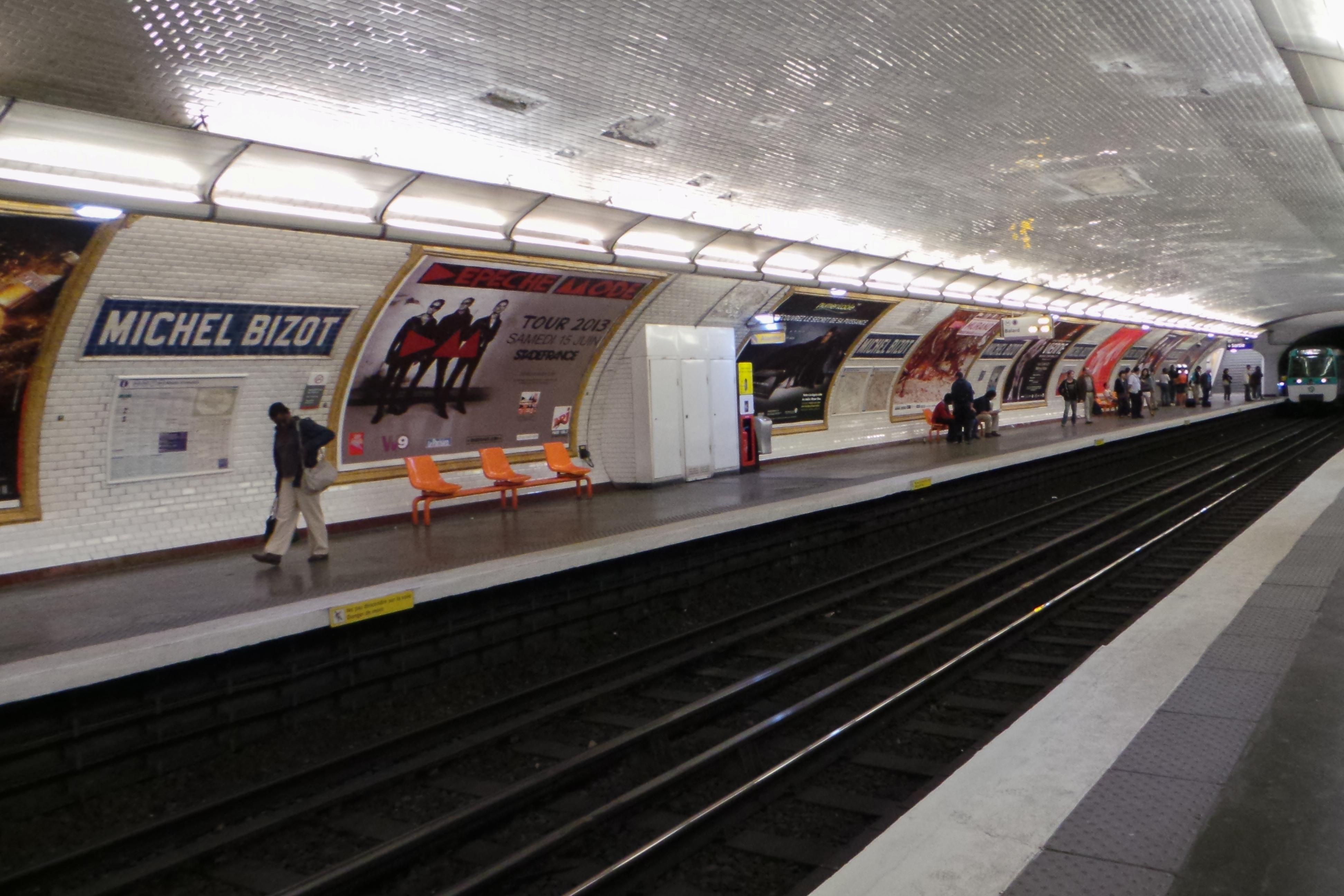
Plataformas da estação

Michel Bizot é uma estação de configuração padrão com duas plataformas laterais separadas pelas vias do metrô sob uma abóbada elíptica. A decoração é do estilo utilizado pela maioria das estações de metrô: a faixa de iluminação é branca e arredondada no estilo "Gaudin" do renovação do metrô da década de 2000, e as telhas em cerâmica brancas biseladas recobrem os pés-direitos, a abóbada e o tímpano. Os quadros publicitários são em faiança de cor de mel e o nome da estação também é em faiança no estilo da CMP original. Os assentos são do estilo "Motte" de cor laranja. A decoração das plataformas é totalmente idêntica à da sua vizinha, Porte Dorée.

### Intermodalidade
A estação é servida pela linha 46 da rede de ônibus RATP e, à noite, pela linha N33 da rede Noctilien.

## Pontos turísticos
- Coulée verte René-Dumont